# Armonia di Siracusa
Armonia (Siracusa, III secolo a.C. – Siracusa, 216 a.C.) fu una principessa siceliota, moglie di Temistio e figlia del basileus Gelone II e della moglie Nereide.

## Biografia
Stando a Tito Livio, durante la seconda guerra punica il popolo di Siracusa insorse: il giovane re Geronimo fu assassinato insieme ai suoi zii acquisiti Temistio e Andronodoro. La folla inferocita uccise anche le rispettive mogli, figlie di Gerone, Damarata ed Eraclia.
In quanto ultima discendente vivente del tiranno, Armonia era la prossima vittima designata, ma la sua nutrice si operò per salvarla dalla folla. La serva trovò una serva molto simile ad Armonia e l'agghindò come lei e la giovane, devota alla sua padrona, fece da esca ai ribelli per assicurare la fuga alla vera principessa. Armonia però, che assistette alla morte della giovane, fu commossa e turbata dal sacrificio dell'ancella e per tutta risposta si suicidò.
Secondo Valerio Massimo, Armonia non si suicidò, ma, ammirando il coraggio della serva e non volendo essere da meno, uscì dal suo nascondiglio e si offrì volontariamente alla folla, che la linciò.

## Nella cultura successiva
Per il suo coraggio, Armonia fu ricordata da Boccaccio nel De mulieribus claris.